# Marine Nationale Mauritanienne
La Marine Nationale Mauritanienne è la componente navale delle forze armate dello Stato africano della Mauritania.
Creata nel 1966 poco dopo l'indipendenza dalla Francia, nonostante la necessità di sorvegliare un'estesa linea costiera e un'ampia zona economica esclusiva la Marine Nationale ha avuto tradizionalmente a disposizione solo ridotti stanziamenti economici, che la rendono la parte più negletta delle Forze armate della Mauritania. Limitati programmi di ammodernamento e ampliamento della forza furono promossi solo negli anni 1990 e negli anni 2010, ma la Marine Nationale rimane comunque una forza piccola, dedicata principalmente alla sorveglianza delle acque costiere e al contrasto delle attività illegali in mare.

## Storia

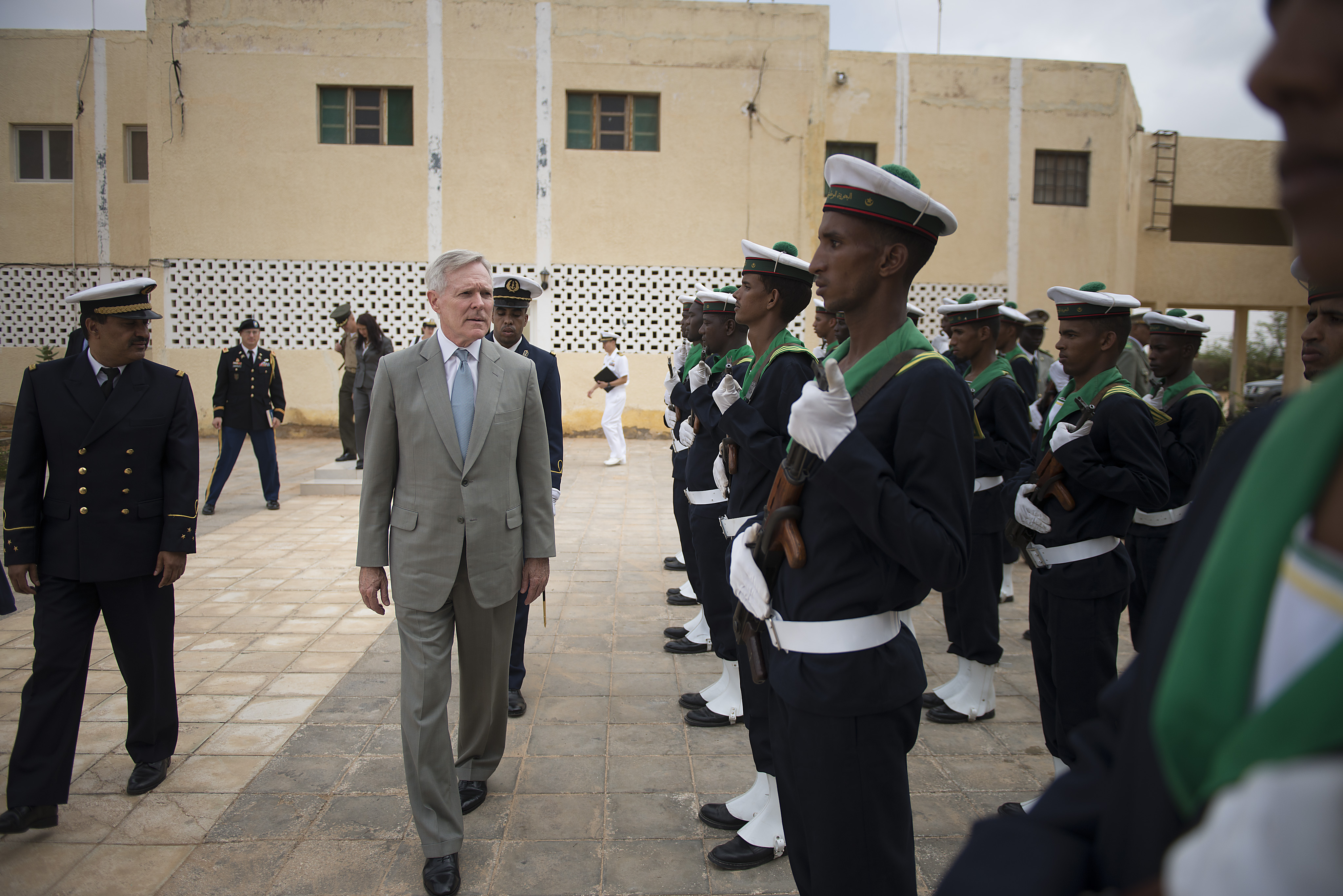
Una guardia d'onore di marinai mauritani viene passata in rassegna dal segretario alla marina statunitense Raymond Mabus durante una visita in Mauritania nel 2013

Colonia della Francia fino all'indipendenza nel 1960, la Mauritania dedicò inizialmente scarsissima attenzione alla creazione di una forza militare navale, nonostante il paese potesse vantare una costa sull'oceano Atlantico lunga 754 chilometri e una zona economica esclusiva ampia 165000 chilometri quadrati, ricca di risorse ittiche e spesso crocevia di contrabbando e traffici illeciti. Una componente navale delle forze armate nazionali fu attivata nel 1966 con l'assistenza della Francia, ma con una forza iniziale di appena quattro motovedette armate di mitragliere, rimaste per un decennio le uniche unità in dotazione alla forza. Il coinvolgimento della Mauritania, dal 1975 al 1979, negli eventi della guerra del Sahara Occidentale portò a destinare il grosso degli stanziamenti per la difesa a favore di esercito e aeronautica militare e l'espansione della Marine Nationale procedette notevolmente a rilento: nel 1976 furono messi in servizio due pattugliatori da 1300 tonnellate di dislocamento, ex pescherecci d'altura acquistati in Unione Sovietica e convertiti all'uso militare, seguiti nel 1977 da due vecchi guardacoste forniti di seconda mano dalla Spagna.
Concluso il fallimentare intervento negli eventi del Sahara Occidentale, il governo mauritano avviò un limitato programma di potenziamento navale nei primi anni 1980: i pattugliatori e i guardacoste in servizio furono radiati e sostituiti da tre moderne cannoniere della classe Barceló di costruzione spagnola, piccole unità da 134 tonnellate armate con un cannone Bofors 40 mm e due mitragliere da 20 mm, mentre la Francia fece dono di un pattugliatore della classe Trident da 150 tonnellate. Un più consistente programma di acquisti fu portato avanti negli anni 1990, attingendo a una gran quantità di fornitori: vennero acquistati un guardapesca oceanico da 1285 tonnellate di costruzione britannica, un pattugliatore da 218 tonnellate dismesso dalla Bundesmarine tedesca e quattro motolance dall'India. Questo complesso di unità venne radiato entro l'inizio degli anni 2000, lasciando in servizio solo tre unità di grosso tonnellaggio acquistate tra il 1994 e il 2000: lo Aboubekr Ben Amer, un pattugliatore francese da 360 tonnellate di nuova costruzione e ispirato alle unità classe OPV54 della Marine nationale (l'ordine per una seconda unità identica non ebbe seguito), il Voum Legleita, un'ex nave appoggio spagnola degli anni 1960 da 1070 tonnellate riconvertita in pattugliatore e lo Arguin, un pattugliatore da 1000 tonnellate costruito per la Mauritania da un consorzio russo-tedesco. Nel 2006 la Spagna fece invece dono di quattro motovedette di seconda mano.

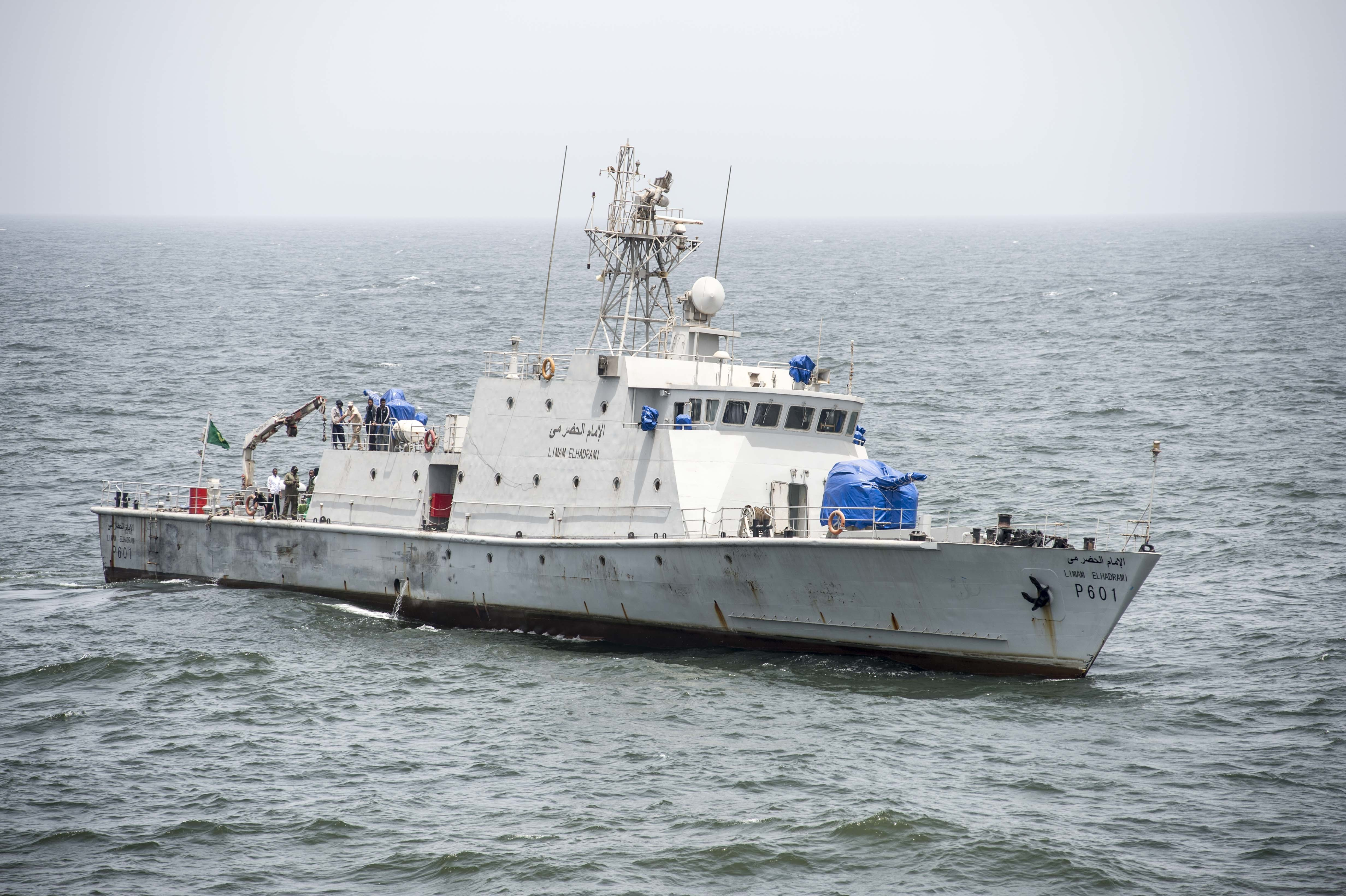
Il Limam Elhadrami, uno dei guardacoste mauritani forniti dalla Cina negli anni 2010, durante un'esercitazione nel 2015

Negli anni 2010 la Cina divenne un importante partner della Mauritania nel settore della difesa e tra il 2013 e il 2019 i cantieri navali cinesi fornirono diverso materiale di nuova costruzione alla Marine Nationale; un piano quinquennale di potenziamento navale venne varato dal presidente Mohamed Ould Abdel Aziz, con il fine di dotare la forza di unità capaci di assicurare una più efficace sorveglianza delle acque costiere e della zona economica esclusiva nazionale nonché per controbilanciare un analogo programma di modernizzazione in campo navale portato avanti dal confinante Senegal (con il quale la Mauritania si era brevemente scontrata tra il 1989 e il 1991 per dispute circa il confine comune). Le unità fornite dalla Cina comprendevano il pattugliatore d'altura da 600 tonnellate Awkar, due o tre guardacoste da 480 tonnellate e la nave appoggio Nimlane da 1750 tonnellate, unità ispirata alle navi da sbarco classe Yudeng della Marina cinese e capace anche di fungere da nave da trasporto per sei carri armati o una compagnia di soldati.

## Struttura
Con circa 700 effettivi in servizio al 2019 (in leggero aumento rispetto agli organici passati), la Marine Nationale ha il suo quartier generale nella capitale Nouakchott, sede del Centro Operativo Marittimo e il cui porto commerciale è spesso sede delle unità maggiori della flotta; basi navali secondarie si trovano invece a Nouadhibou (a nord vicino al confine con il Marocco), sede da tempo di una base della Marine Nationale Mauritanienne interessata nel 2019 da estesi lavori di ampliamento e potenziamento, e a Ndiago (a sud al confine con il Senegal), la cui costruzione venne avviata nel 2016.
La Marine Nationale controlla anche un battaglione di fanteria di marina (Fusiliers Marins), addestrato più che altro alla difesa costiera e alle operazioni in ambiente fluviale.